# 阿氏半鱨
阿氏半鱨，為輻鰭魚綱鯰形目鱨科的其中一種，為溫帶淡水魚類，分布於亞洲中國四川省Howchan淡水流域，體長可達9.2公分，棲息在底層水域，生活習性不明。

## 扩展阅读
維基物種上的相關：阿氏半鱨